# Muzeum Hutnictwa w Chorzowie
Muzeum Hutnictwa w Chorzowie – muzeum w Chorzowie założone w 2019 roku, pierwsze tego typu muzeum w Polsce w pełni przeznaczone dziedzictwu materialnemu oraz niematerialnemu hutnictwa żelaza i stali w kontekście Chorzowa i Śląska, prezentujące je na tle przemian gospodarczych, cywilizacyjnych oraz kulturowych regionu, kraju i Europy.

## Historia
W 2010 roku miasto Chorzów zakupiło zabytkową halę byłej elektrowni Huty Kościuszko od Banku Handlowego w Warszawie. W gronie ówczesnych władz samorządowych pojawił się pomysł, by to właśnie w ponad stuletniej hali, ulokowanej przy ul. Metalowców, powołać pierwsze w Polsce muzeum skupione tematycznie na zagadnieniu przemysłu hutniczego żelaza i stali. Zabytkowy obiekt został zabezpieczony, przeprowadzono także remont dachu. Dawna elektrownia stała się wówczas miejscem wielu wydarzeń, m.in. wystawy World Press Photo, Industriady - Święta Szlaku Zabytków Techniki, Metropolitalnej Nocy Teatrów. W latach 2013–2017 funkcjonowały zespoły ds. utworzenia Muzeum Hutnictwa w Chorzowie, powoływane przez prezydenta miasta Chorzowa. W 2017 r. Muzeum Górnictwa Węglowego w Zabrzu oraz samorząd Chorzowa stały się beneficjentami dotacji ze środków Unii Europejskiej, przeznaczonej na realizację partnerskiego projektu „Rewitalizacja i udostępnienie poprzemysłowego dziedzictwa Górnego Śląska”. Pozyskane fundusze zabezpieczyły przyszłe prace remontowo-budowlane związane z powstaniem przyszłej siedziby Muzeum Hutnictwa w Chorzowie. W 2018 roku prezydent Chorzowa Andrzej Kotala ustanowił Radę Programową przyszłego Muzeum Hutnictwa. W 2019 roku miasto Chorzów powołało do życia Muzeum Hutnictwa w Chorzowie (w organizacji), którego zespół pracuje nad opracowaniem i pozyskaniem zbiorów dotyczących chorzowskiego hutnictwa, organizacją przyszłego muzeum oraz stworzeniem wystawy stałej. Trwają obecnie prace budowlane i remontowe, które obejmują budynek oraz tereny wokół byłej elektrowni. Oficjalne otwarcie Muzeum Hutnictwa miało miejsce 26 listopada 2021. Od 1 października 2019 r. funkcję dyrektora Muzeum Hutnictwa w Chorzowie (w organizacji) pełni Adam Kowalski. Od 2023 roku muzeum znajduje się na Szlaku Zabytków Techniki Województwa Śląskiego.

## Wystawa stała
Na wystawie stałej Muzeum Hutnictwa w Chorzowie zobaczyć będzie można pamiątki oraz obiekty związane z funkcjonowaniem Huty Kościuszko i Huty Batory, przekazane przez byłych pracowników zakładów (izby pamięci) i pochodzące ze zbiórek publicznych. W hali prezentowane będą maszyny hutnicze:
- prostownica stemplowa do prostowania szyn wąskotorowych, wybudowana przez firmę  Otto Froriep Rheydt w 1897, działała  w Hucie Królewskiej do 2015[8].
- młot parowy przeznaczony do kucia swobodnego, wykonany przez firmę G. Brinkmann & Co. z Witten w 1898, działał w kuźni Huty Batory do 2013. Posiada stojak, płytę fundamentową i korpus cylindra odlane z żeliwa. Trzon tłokowy i tłok wykonane są jako monolit z jednego kawałka stali. Pierwotnie napędzany parą, w okresie późniejszym sprężonym powietrzem. Młot waży 34 000 kg i potrafi wykonywać 145 uderzeń na minutę[8].
- młot parowo-powietrzny,
- młot mostowy z 1907 przeznaczony do kucia swobodnego. Wykonany ze stali oraz z żeliwa. Składa się z dwóch ustawionych pionowo walców ze zwiniętej blachy stalowej, na nich umieszczona jest poprzeczna belka stalowa do której przymocowany jest żeliwny cylinder z tłokiem poruszającym babę. Siłę uderzenia młota reguluje system dźwigni. Przy młocie znajduje się żuraw obrotowy umożliwiający umieszczanie pod młotem dużych i ciężkich elementów stalowych[8].
- prasa mimośrodowa z 1955, wykonana w Warszawie w Fabryce Pras i Młotów. Napędzana silnikiem elektrycznym, sterowana ręcznie lub automatycznie[8].
- młot sprężarkowy Beche przeznaczony do kucia swobodnego, napędzany silnikiem elektrycznym. Korpus młota i płyta fundamentowa wykonane z żeliwa[8].
- fragment zespołu walcowniczego wraz z zespołem napędowym przeznaczonego do walcowania prętów. Wybudowany w 1874 dla walcowni bruzdowej Huty Batory[8].

26 maja 2020 r. Muzeum Hutnictwa w Chorzowie zainicjowało projekt “Mów mi huto”, mający na celu realizację wywiadów z byłymi pracownikami śląskich zakładów hutniczych. Sporządzone nagrania posłużą jako część wystawy stałej muzeum oraz stanowić będą archiwum wspomnień hutników.

## Działalność
Zgodnie ze statutem Muzeum Hutnictwa w Chorzowie prowadzić ma działalność przez:
- gromadzenie zabytków, dzieł sztuki i materiałów dokumentacyjnych, stanowiących dziedzictwo materialne i niematerialne, w statutowo określonym zakresie, pozyskiwanych w drodze zakupów, darowizn, zapisów, depozytów, wymiany;
- zwiększenie zainteresowania społeczeństwa przemysłem hutniczym i popularyzowanie jego historii;
- inwentaryzowanie, katalogowanie i naukowe opracowywanie zgromadzonych zbiorów oraz materiałów dokumentacyjnych;
- przechowywanie zgromadzonych zbiorów, w warunkach zapewniających im właściwy stan zachowania i bezpieczeństwo, oraz magazynowanie ich w sposób dostępny do celów naukowych;
- zabezpieczenie i konserwację zbiorów;
- urządzanie wystaw stałych i czasowych;
- prowadzenie działalności edukacyjnej;
- organizowanie lub współorganizowanie zjazdów, konferencji, seminariów, spotkań i uroczystości związanych z zakresem działalności muzeum;
- popieranie i prowadzenie działalności artystycznej i upowszechniającej kulturę;
- udostępnianie zbiorów do celów edukacyjnych i naukowych;
- zapewnienie właściwych warunków zwiedzania oraz korzystania ze zbiorów i zgromadzonych informacji;
- prowadzenie działalności wydawniczej, w tym publikowanie i rozpowszechnianie katalogów, przewodników wystaw, materiałów informacyjnych z zakresu działalności muzeum oraz wydawnictw naukowych;

- promowanie Miasta Chorzów jako miejsca związanego z przemysłem hutniczym;
- współpracę z polskimi i zagranicznymi muzeami, administracją rządową i samorządową, instytucjami kultury, polskimi i zagranicznymi instytutami naukowo-badawczymi, organizacjami pozarządowymi, a także innymi osobami prawnymi, jednostkami organizacyjnymi nieposiadającymi osobowości prawnej oraz osobami fizycznymi[10].

Muzeum gromadzić ma:
- maszyny i urządzenia techniczne z zakresu hutnictwa, energetyki i innych gałęzi przemysłu;
- zabytkowe obiekty techniczne;
- modele obiektów, maszyn i urządzeń technicznych;
- produkty, wyroby techniczne i rzemieślnicze występujące w różnych gałęziach gospodarki, w tym w przemyśle, budownictwie, usługach, gospodarstwach domowych;
- zbiory artystyczne dokumentujące historię i tradycję przemysłu lub z niej czerpiące, jak: malarstwo, rzeźbę, rysunek, grafikę, plakat, fotografię, wzornictwo;
- materiały ikonograficzne i dokumentacyjne, w tym mapy, ryciny, rysunki i projekty techniczne, dokumenty zakładowe;
- zbiory geologiczne reprezentujące bazę surowcową przemysłu[10].

## Galeria

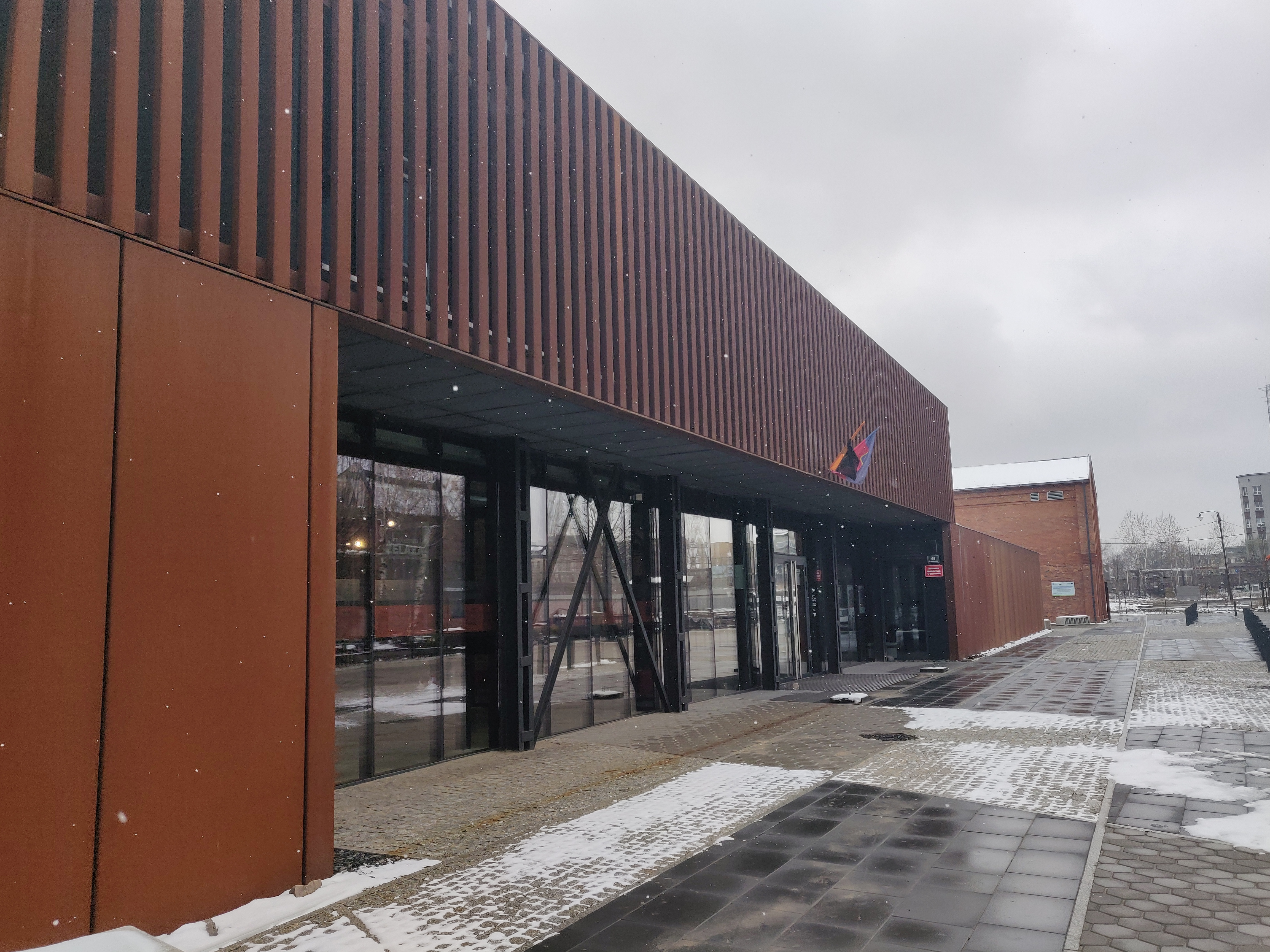
Wejście (2022)
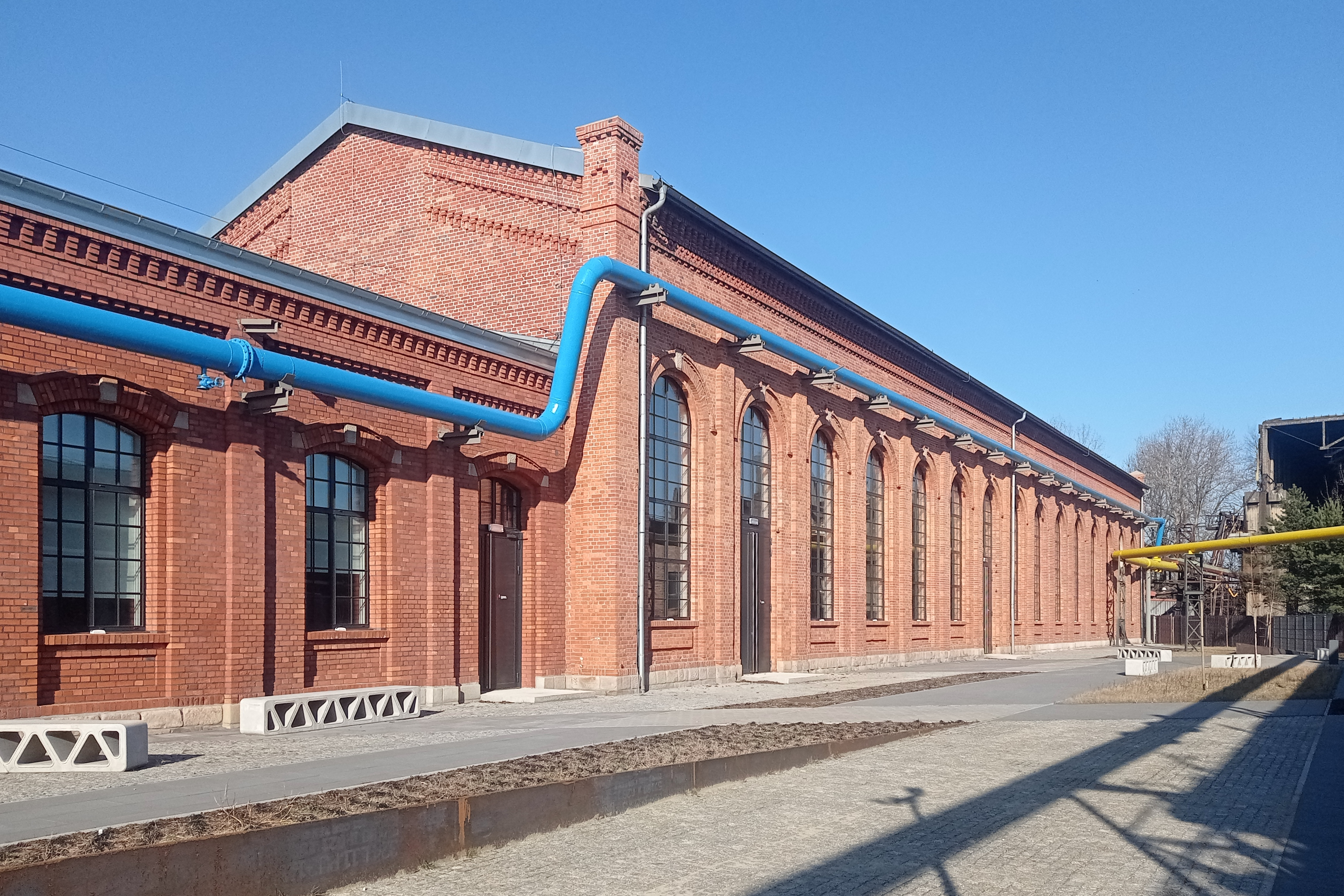
Hala elektrowni (2022)
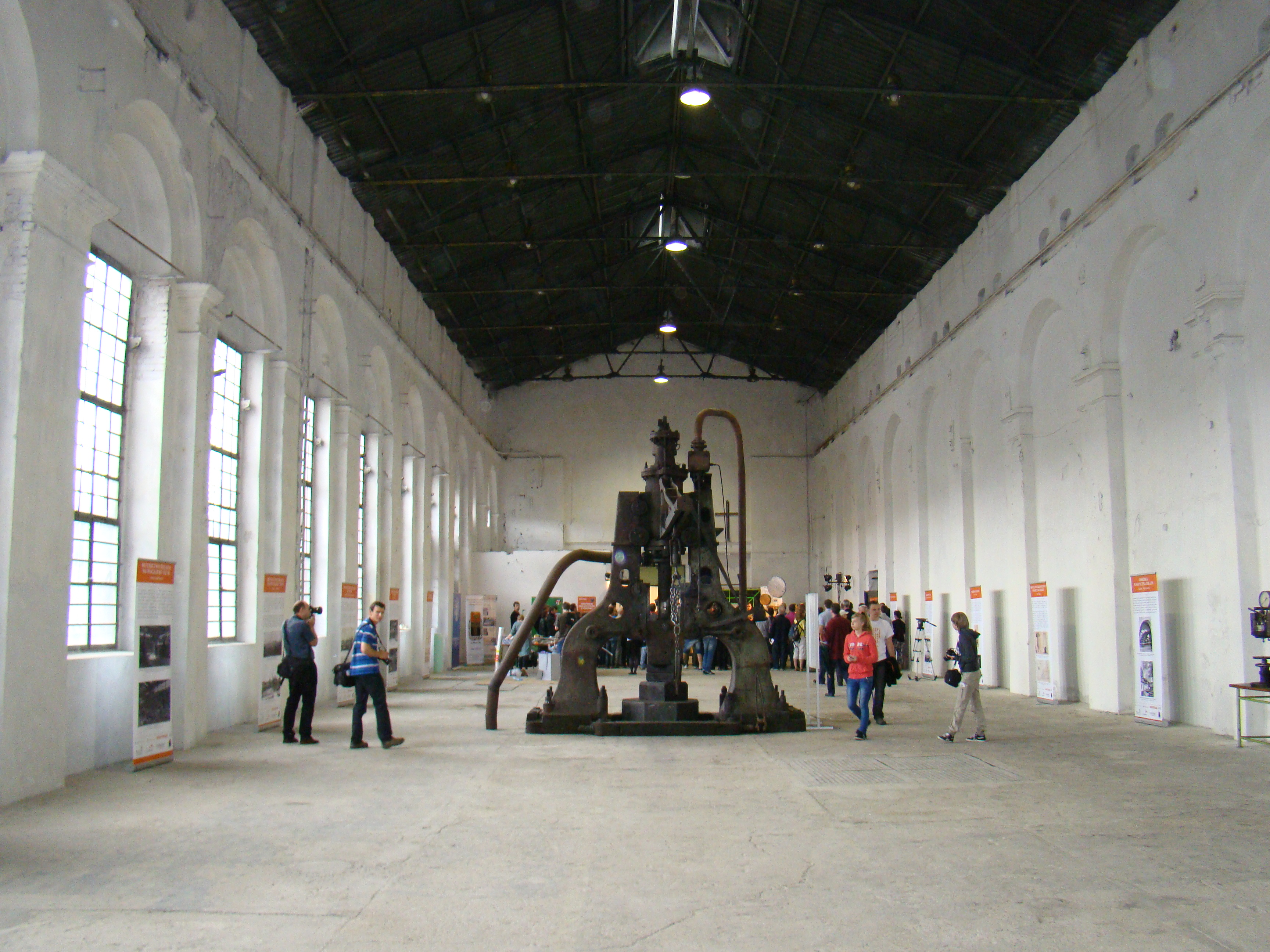
Wnętrze hali elektrowni przed adaptacją na muzeum (2014)
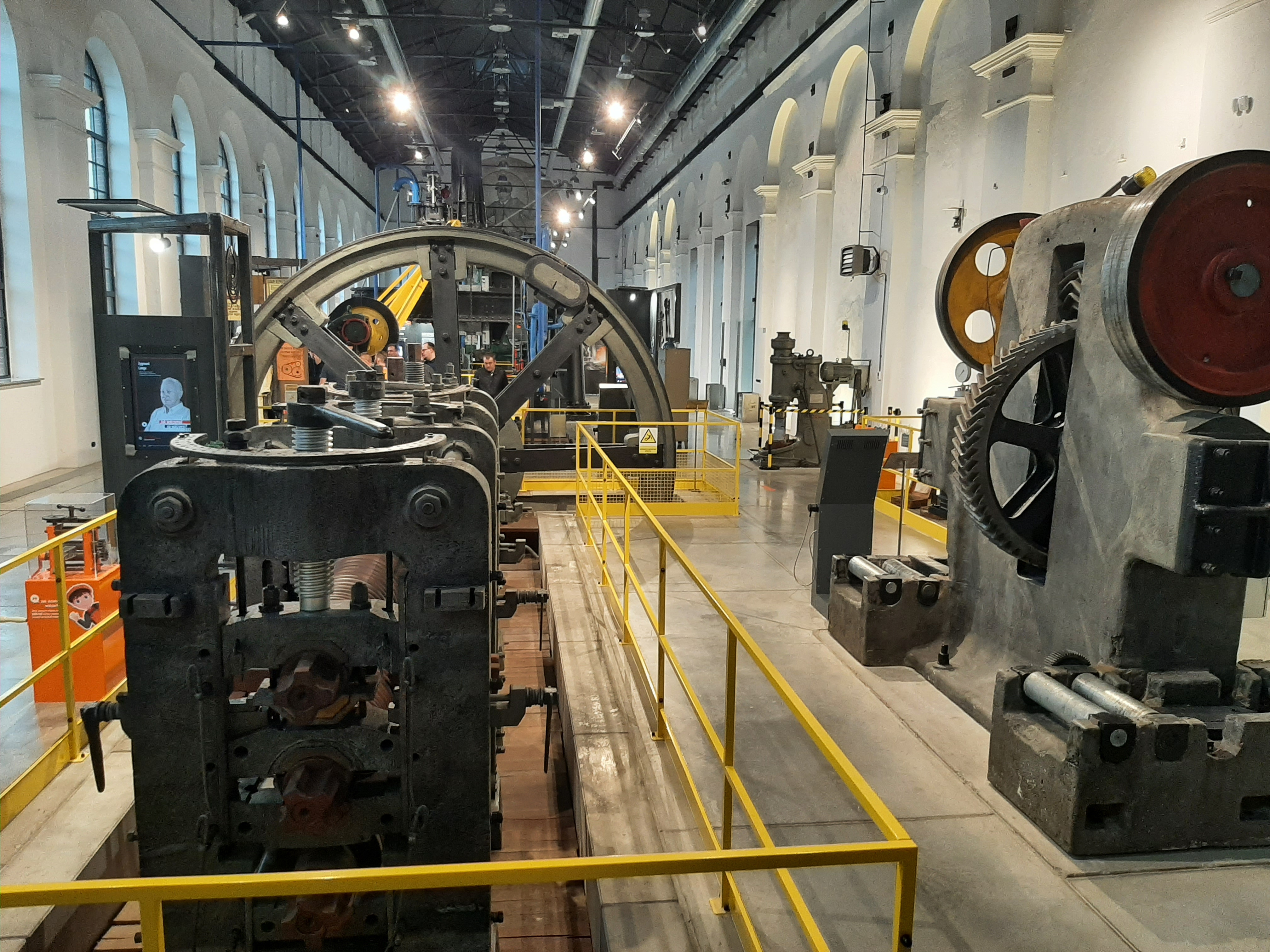
Wnętrze hali elektrowni (2022)
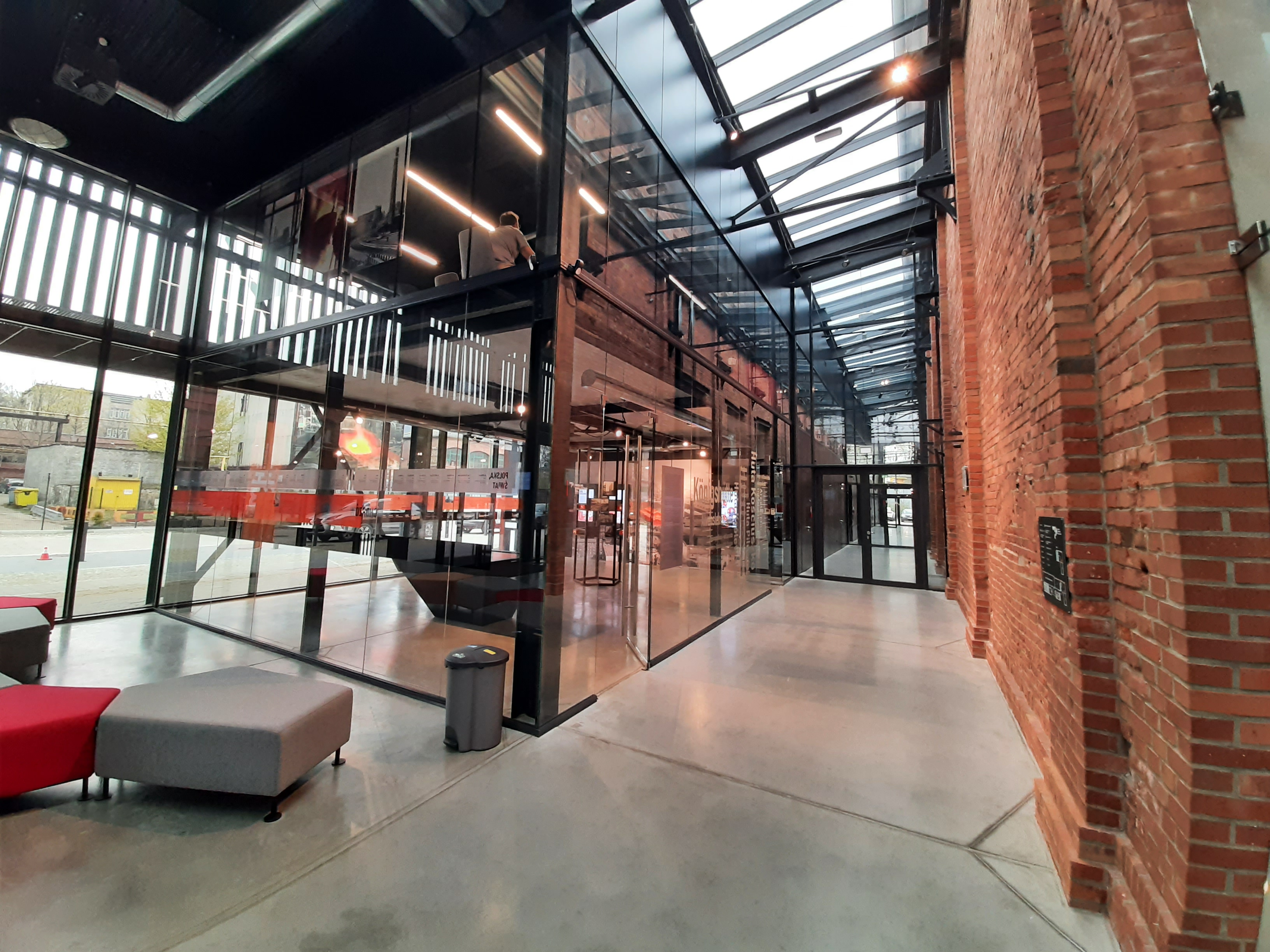
Hol (2022)
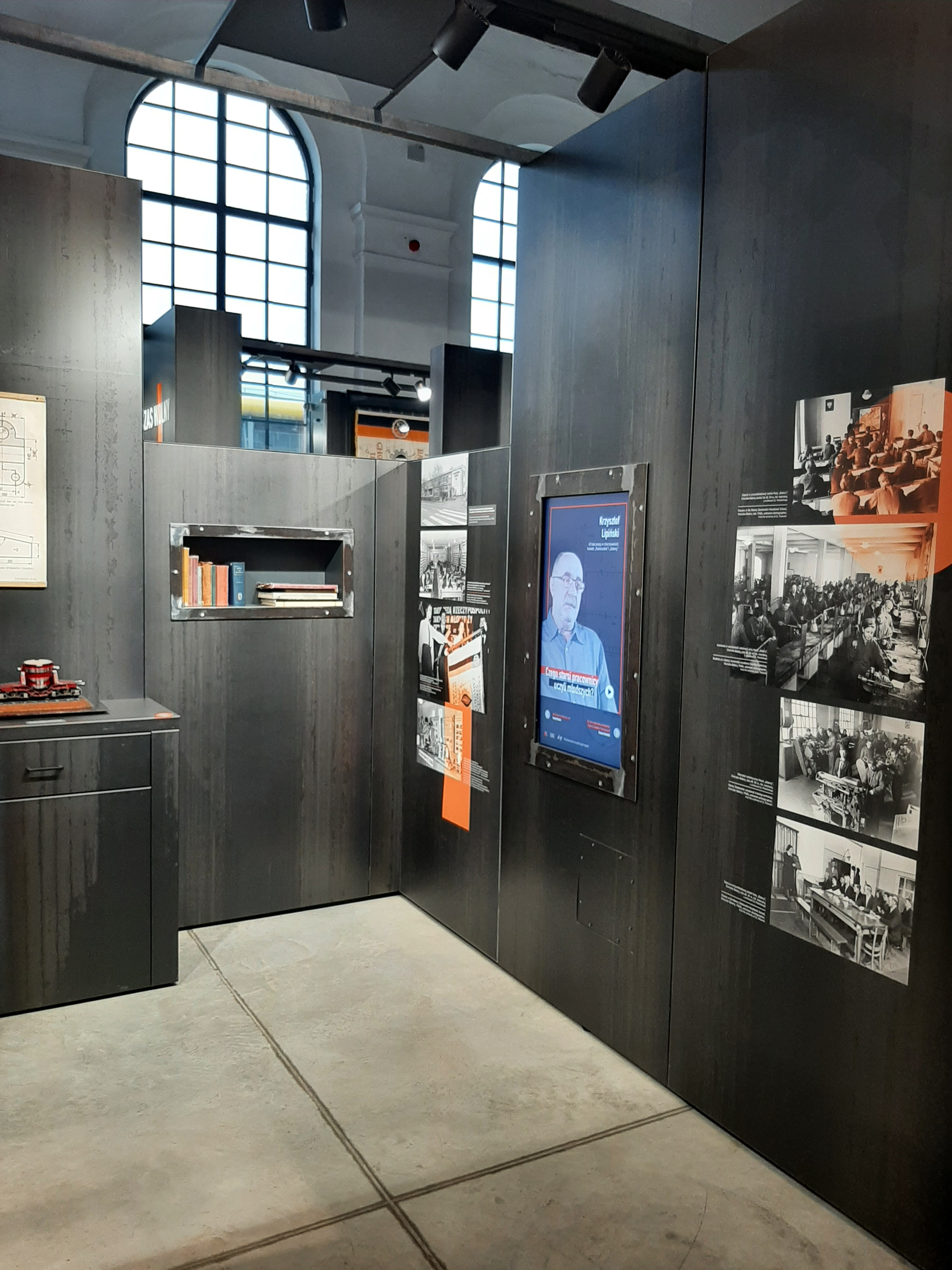
Ekspozycja (2022)
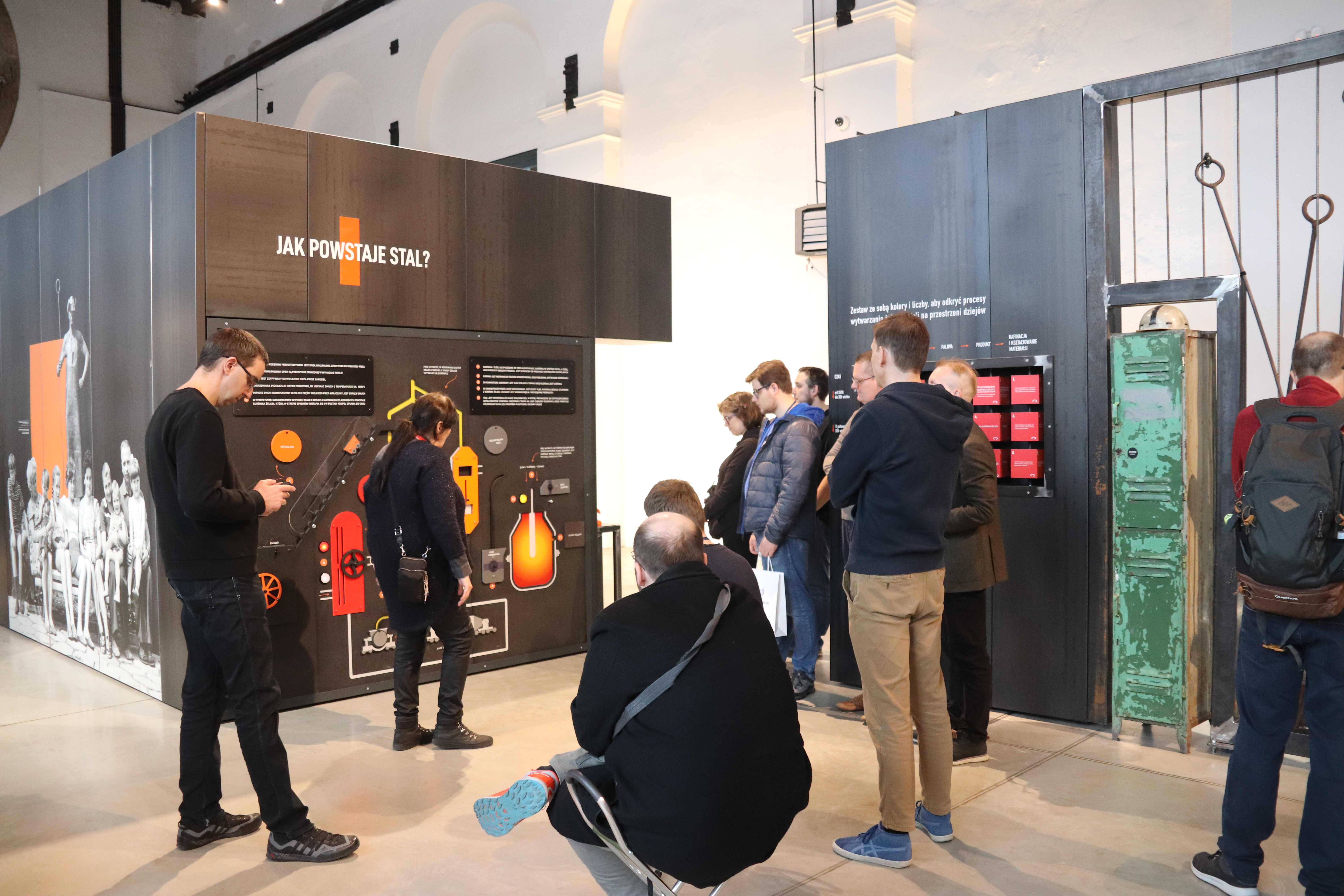
Ekspozycja (2022)